# Елизаветовка (Азовский район)
Елизаве́товка — село в Азовском районе Ростовской области.
Входит в состав Елизаветовского сельского поселения, являясь его административным центром.

## География
Расположено в 80 км (по дорогам) юго-западнее районного центра — города Азов. Село находится у впадения реки Еи в Ейский лиман, на правом берегу.
Рядом с селом проходит граница с Краснодарским краем.

### Улицы
| - пер. Западный, - пер. Комсомольский, - пер. Советский, - пер. Южный, - ул. Дзержинского, - ул. Калинина, - ул. Ленина, | - ул. Маяковского, - ул. Набережная, - ул. Октябрьская, - ул. Партизан, - ул. Первомайская, - ул. Энгельса. |

## История
Основано село в 1731 году. Называлось оно тогда Бурлаковка (Бурлацкое). Название оправдывалось родом трудовой деятельности местных жителей: на реке Её, судоходной в то время, предки нынешних сельчан бурлачили — тянули бечевой вверх против течения баржи, тяжелые барки, каюки. Кормили сельчан река, изобиловавшая рыбой, и земля.
Первыми жителями Бурлаковки были переселенцы из Запорожской Сечи и деревень Воронежской, Рязанской, Орловской и других губерний.
Входила в Ростовский округ Области Войска Донского.

## Население
| 1989 | 2002  | 2010  |
| ---- | ----- | ----- |
| 1877 | ↗1882 | ↗1979 |

Национальный состав
Согласно результатам переписи 2002 года, в национальной структуре населения русские составляли 84 %.

## Достопримечательности
- Успенский храм